# Ministres au Cabinet du Premier ministre de Finlande
Cet article liste les ministres du Cabinet du Premier ministre de Finlande.

## Présentation
Le Cabinet du Premier ministre est dirigé par le Premier ministre.
Souvent d'autres ministres sont également nommés pour assurer des responsabilités particulières, par exemple, les affaires européennes ou les propriétés de l'État.
La liste ci-dessous mentionne à la fois les ministres qui ont travaillé à temps plein au Cabinet du Premier ministre et les ministres dont l'un des domaines de responsabilité a été rattaché au Cabinet du Premier ministre.
Les ministres du cabinet du Premier ministre ne doivent pas être confondus avec les ministres sans portefeuille qui ne siègent dans aucun ministère.

## Ministres à temps plein
| Ministre                                             | Parti  | Période                | Gouvernement   |
| ---------------------------------------------------- | ------ | ---------------------- | -------------- |
| Ministre au cabinet du Premier ministre              |        |                        |                |
| Mauno Pekkala (1890–1952)                            | SKDL   | 24.11.1944–17.4.1945   | Paasikivi II   |
| Hertta Kuusinen (1904–1974)                          | SKDL   | 4.6.1948 – 29.7.1948   | Pekkala        |
| Johannes Virolainen (1914–2000)                      | ML     | 17.1.1951 – 20.9.1951  | Kekkonen II    |
| Aarre Simonen (1913–1977)                            | TPSL   | 2.9.1957 – 31.10.1957  | Sukselainen    |
| Olavi J. Mattila (1918–2013)                         | (amm.) | 1.11.1963 – 18.12.1963 | Karjalainen I  |
| Aarne Nuorvala (1912–2013)                           | (amm.) | 18.12.1963 – 8.6.1964  | Lehto          |
| Jussi Linnamo (1924–2004)                            | SDP    | 22.3.1968 – 31.1.1970  | Koivisto I     |
| Margit Eskman (1925–1990)                            | SDP    | 1.2.1970 – 14.5.1970   | Koivisto I     |
| Olavi J. Mattila (1918–2013)                         | (amm.) | 16.9.1970 – 29.10.1971 | Karjalainen iI |
| Matti Louekoski (1941-)                              | SDP    | 23.2.1972 – 4.9.1972   | Paasio iI      |
| Pekka Ahtiala (1935-)                                | (amm.) | 13.6.1975 – 30.11.1975 | Liinamaa       |
| Reino Karpola (1930–1995)                            | ML     | 30.11.1975 – 29.9.1976 | Miettunen II   |
| Ahti Karjalainen (1923–1990)                         | ML     | 29.9.1976 – 15.5.1977  | Miettunen III  |
| Ilkka Kanerva (1948-)                                | Kok.   | 30.4.1987 – 28.8.1990  | Holkeri        |
| Ministre des Affaires Européennes                    |        |                        |                |
| Tytti Tuppurainen (1976-)                            | SDP    | 6.6.2019 – 10.12.2019  | Rinne          |
| Ministre des Affaires Européennes et de la propriété |        |                        |                |
| Tytti Tuppurainen (1976-)                            | SDP    | 10.12.2019 –           | Marin          |

## Autres ministres
Les ministres suivants ont été responsables de certains dommaines au Cabinet du Premier ministre :
| Ministre                        | Parti   | Période                | Gouvernement  | Portefeuille principal                                                                  |
| ------------------------------- | ------- | ---------------------- | ------------- | --------------------------------------------------------------------------------------- |
| Mauno Pekkala (1890–1952)       | SKDL    | 27.4.1945–26.3.1946    | Paasikivi III | Ministre de la Défense                                                                  |
| Eero Wuori (1900–1966)          | SDP     | 7.8.1945 – 29.9.1945   | Paasikivi III | Ministre des Transports et des Travaux publics                                          |
| Eino Kilpi (1900–1966)          | SDP     | 7.8.1945 – 29.9.1945   | Paasikivi III | Ministre des Transports et des Travaux publics                                          |
| Yrjö Kallinen (1886–1976)       | SDP     | 26.3.1946 – 4.6.1948   | Pekkala       | Ministre de la Défense                                                                  |
| Aleksi Aaltonen (1892–1956)     | SDP     | 29.7.1948 – 18.3.1949  | Fagerholm I   | Vice-ministre des Finances                                                              |
| Johannes Virolainen (1914–2000) | ML      | 17.1.1951 – 20.9.1951  | Fagerholm II  | Ministre de l'Éducation                                                                 |
| Tyyne Leivo-Larsson (1902–1977) | (amm.)  | 26.4.1958 – 29.8.1958  | Kuuskoski     | Vice-ministre des Affaires sociales                                                     |
| Esa Timonen (1925–2015)         | (amm.)  | 2.11.1971 – 23.2.1972  | Aura II       | Ministre des Transports                                                                 |
| Matti Louekoski (1941-)         | SDP     | 4.9.1972 – 13.6.1975   | Sorsa I       | Ministre de la Justice                                                                  |
| Esko Rekola (1919–2014)         | (amm.)  | 15.5.1977 – 26.5.1979  | Sorsa II      | Vice-ministre des Finances                                                              |
| Eino Uusitalo (1924–2015)       | Kesk.   | 26.5.1979 – 19.2.1982  | Koivisto II   | Ministre de l'Intérieur                                                                 |
| Mikko Jokela (1928–2007)        | Kesk.   | 19.2.1982 – 6.5.1983   | Sorsa III     | Vice-ministre de l'Intérieur                                                            |
| Toivo Yläjärvi (1941–2014)      | Kesk.   | 6.5.1983 – 29.2.1984   | Sorsa IV      | Ministre de l'Agriculture                                                               |
| Arja Alho (1954-)               | SDP     | 13.4.1995 – 9.10.1997  | Lipponen I    | Vice-ministre des Finances                                                              |
| Ole Norrback (1941-)            | RKP     | 13.4.1995 – 15.4.1999  | Lipponen I    | Vice-ministre des Affaires étrangères                                                   |
| Jouko Skinnari (1946–2016)      | SDP     | 9.10.1997 – 15.4.1999  | Lipponen I    | Vice-ministre des Finances                                                              |
| Kimmo Sasi (1952-)              | Kok.    | 1.7.2000 – 4.1.2002    | Lipponen II   | Ministre du Commerce extérieur                                                          |
| Jari Vilén (1964-)              | Kok.    | 4.1.2002 – 17.4.2003   | Lipponen II   | Ministre du Commerce extérieur                                                          |
| Paula Lehtomäki (1972-)         | Kesk.   | 17.4.2003 – 24.6.2003  | Jäätteenmäki  | Ministre du Commerce extérieur et du Développement                                      |
| Paula Lehtomäki (1972-)         | Kesk.   | 24.6.2003 – 2.9.2005   | Vanhanen I    | Ministre du Commerce extérieur et du Développement                                      |
| Mari Kiviniemi (1968-)          | Kesk.   | 2.9.2005 – 3.3.2006    | Vanhanen I    | Ministre du Commerce extérieur et du Développement                                      |
| Paula Lehtomäki (1972-)         | Kesk.   | 3.3.2006 – 19.4.2007   | Vanhanen I    | Ministre du Commerce extérieur et du Développement                                      |
| Astrid Thors (1957-)            | RKP     | 19.4.2007 – 22.6.2010  | Vanhanen I    | Ministre des Migrations et des Affaires Européennes                                     |
| Astrid Thors (1957-)            | RKP     | 22.6.2010 – 22.6.2011  | Kiviniemi     | Ministre des Migrations et des Affaires Européennes                                     |
| Jyri Häkämies (1961-)           | Kok.    | 1.5.2007 – 22.6.2010   | Vanhanen II   | Ministre de la Défense                                                                  |
| Jyri Häkämies (1961-)           | Kok.    | 22.6.2010 – 22.6.2011  | Kiviniemi     | Ministre de la Défense                                                                  |
| Jan Vapaavuori (1965-)          | Kok.    | 30.3.2010 – 22.6.2010  | Vanhanen II   | Ministre du Logement                                                                    |
| Jan Vapaavuori (1965-)          | Kok.    | 22.6.2010 – 22.6.2011  | Kiviniemi     | Ministre du Logement                                                                    |
| Heidi Hautala (1955-)           | Vihr.   | 22.6.2011 – 17.10.2013 | Katainen      | Ministre du Développement                                                               |
| Alexander Stubb (1968-)         | Kok.    | 22.6.2011 – 24.6.2014  | Katainen      | Ministre des Affaires Européennes et du Commerce extérieur                              |
| Pekka Haavisto (1958-)          | Vihr.   | 17.10.2013 – 24.6.2014 | Katainen      | Ministre du Développement                                                               |
| Pekka Haavisto (1958-)          | Vihr.   | 24.6.2014 – 26.9.2014  | Stubb         | Ministre du Développement                                                               |
| Lenita Toivakka (1961-)         | Kok.    | 24.6.2014 – 29.5.2015  | Stubb         | Ministre des Affaires Européennes et du Commerce extérieur                              |
| Sirpa Paatero (1958-)           | SDP     | 26.9.2014 – 29.5.2015  | Stubb         | Ministre du Développement                                                               |
| Timo Soini (1962-)              | PS      | 29.5.2015 – 5.5.2017   | Sipilä        | Ministre des Affaires étrangères                                                        |
| Anu Vehviläinen (1963-)         | Kesk.   | 29.5.2015 – 6.6.2019   | Sipilä        | Ministre des Collectivités locales Ministre des Collectivités locales et des Transports |
| Mika Lintilä (1966-)            | Kesk.   | 5.5.2017 – 6.6.2019    | Sipilä        | Ministre de l'Économie                                                                  |
| Sampo Terho (1977-)             | PS Sin. | 5.5.2017 – 6.6.2019    | Sipilä        | Ministre des Affaires Européennes de la Culture et du Sport                             |
| Sirpa Paatero (1964-)           | SDP     | 6.6.2019 – 10.12.2019  | Rinne         | Ministre des Collectivités locales et de la Propriété                                   |